# BCDI
 (juillet 2019).
 (juillet 2019).
Le logiciel BCDI est un système intégré de gestion de bibliothèque (SIGB) proposé par l'éditeur public Canopé Solutions documentaires. Il consiste en un système complet de gestion d’un centre de documentation ou d’une bibliothèque.

## Public cible
Le logiciel BCDI s’adresse en priorité aux professeurs documentalistes des établissements scolaires francophones du second degré.
Il existe différentes versions, en fonction du public visé :
- BCDI Collège Lycée : cette version est destinée aux Centres de Documentation et d’Information (CDI) de l'enseignement secondaire du Ministère de l'Éducation nationale et du Ministère de l'Agriculture. Elle est complétée d'un portail documentaire, E-sidoc[2].
- BCDI Spécial : cette version est destinée à des centres de documentation, bibliothèques ou médiathèques hors enseignement.

Une version spécifique aux établissements scolaires du premier degré (BCDI École) a existé entre 2001 et 2011 mais n'est plus mis à jour aujourd'hui. Depuis 2012, une nouvelle solution documentaire en ligne développée par Réseau Canopé pour le premier degré est proposée : Hibouthèque.
La dernière version du logiciel Collège-Lycée est disponible gratuitement afin de préparer l'épreuve orale de Techniques documentaires du CAPES externe de Documentation.

## Configuration technique
L’installation préconisée pour BCDI est de type Client-Serveur. 
D'une part, le serveur (pouvant être installé sur Windows ou Linux) héberge, administre la ou les bases de données et répond au client. L’installation du serveur entraine la création d'un client. 
D'autre part, le ou les postes clients interrogent, sous forme de requêtes, ce serveur qui leur renvoie les résultats. Le client, pouvant servir de poste de gestion, doit être paramétré pour dialoguer avec le serveur sur le même port. Il se connecte par TCP/IP au serveur qui est soit local, soit distant (serveur hébergé par exemple). Le client ne peut être installé que sur un poste Windows. 
La base de données est une base relationnelle, elle est structurée à partir d’un ensemble de fichiers ou  de tables ayant des relations entre elles.

## Périmètre fonctionnel
L’interface est organisée autour des tâches de gestion, de valorisation / évaluation du fonds documentaire et de l’activité des publics d’un Centre de Documentation et d’Information (CDI) d’établissement scolaire.
L’organisation de la barre de menus illustre la chaîne documentaire. 
BCDI propose différentes fonctionnalités "bibliothéconomiques".
Premièrement, les tâches de gestion du fonds : gestion des acquisitions et abonnements aux périodiques ; catalogage ; importation et exportation de notices bibliographiques aux formats MémoNotices (format XML dans une déclinaison propriétaire de BCDI) et format Unimarc ISO 2709 ; accès aux listes d’autorité et aux langages documentaires ; aide à la cotation à partir d’une version simplifiée de la classification Dewey ; fonctionnalités d’harmonisation du catalogue et de mise en cohérence des index ; récolement des collections, désherbage du fonds documentaire.
Deuxièmement, les tâches de gestion de la circulation des documents : prêts, retours, prolongations ; réservations de documents et gestion d’un rayon des réservations ; gestion des rappels ; saisie, importation et mise à jour des emprunteurs ; circulations de prêts temporaires entre bibliothèques ; paramétrage du prêt et gestion personnalisée des droits de prêt ; édition de listes (exemple : cartes emprunteur, prêts en cours…) ; recherche professionnelle sur la base documentaire (des documents du centre de documentation, des emprunteurs, des prêts…).
Troisièmement, les activités d’édition et de diffusion de listes et produits documentaires permettant la valorisation du fonds : formats proposés clés en main et possibilité d’éditer des formats personnalisés à l’aide d’un outil d’édition de rapports intégré à BCDI,
Dernièrement, les opérations d’évaluation de l’activité du centre de documentation au service de la politique documentaire de l’établissement : édition d’indicateurs clés en main concernant le fonds, les acquisitions, les emprunteurs, les prêts, les réservations et possibilité d’éditer des statistiques personnalisées à l’aide d’un outil d’édition de feuilles de calcul  intégré au logiciel.

## Langages documentaires
Le logiciel BCDI fonctionne avec le thésaurus Motbis (thésaurus de l'Éducation nationale) et Thesagri (subthésaurus issu de Motbis adapté à l'enseignement agricole, fruit d'une collaboration entre les équipes Motbis et le réseau Renadoc). Il reste possible d’intégrer un autre thésaurus spécifique au format texte.

## Politique de distribution
Le logiciel BCDI s’acquiert par abonnement. Cet abonnement comprend à la fois le logiciel documentaire et le portail documentaire e-sidoc, également édité par Canopé Solutions documentaires. La plateforme e-sidoc est interconnectable avec la grande majorité des Environnements numériques de travail (ENT) actuels. L’abonnement comprend aussi l’accompagnement personnalisé (espace client, support technique, documentations, tutoriels en ligne). Depuis 2018, il est possible de souscrire un abonnement comprenant un hébergement de BCDI sur un serveur de Canopé Solutions documentaires.
Des services payants sont également proposés par Canopé Solutions documentaires, concernant le dépouillement des articles de périodiques (Mémofiches), le dépouillement de sites Internet (Mémodocnet), la récupération de notices bibliographiques en partenariat avec la société Electre (MémoElectre et MémoElectrePlus).

## Conformité RGPD
Les données à caractère personnel enregistrées dans BCDI et les traitements informatiques opérés avec celui-ci entrent dans le cadre du Règlement général de protection des données (RGPD). Concernant la durée de conservation des données de prêt et d'emprunteurs, la Délibération no 99-27 du 22 avril 1999 de la CNIL  s'applique toujours dans le cadre du RGPD.
Des fonctionnalités dans BCDI permettent de se conformer aux recommandations de la CNIL en rendant anonymes les prêts et les réservations dans la base documentaire. Canopé Solutions documentaires met à disposition de ses utilisateurs une fiche d’aide à la rédaction de la fiche de registre RGPD concernant le logiciel BCDI.

## Historique
- 1985 : Mémofiches papier indexées avec les premiers langages documentaires : Mémobase, Mémolangue (complément technique), Mémobanque (complément agricole)
- 1987 : Memolog Monoposte
- 1989 : Mémolog Réseau
- 1995 : Mémolog 3 et BCDI 1
- 1998 : BCDI 2
- 2001 : BCDI 3
- 2005 : BCDI 3 est complété par un module web qui permettait aux usagers d’interroger en ligne la base documentaire
- 2006 : BCDI Abonnement
- 2010 : BCDI Abonnement est complété par le portail e-sidoc.

L’activité éditoriale du CRDP de Poitiers (appellation de l’opérateur avant le changement de statut administratif acté par le décret Décret n° 2014-1631 du 26 décembre 2014) a débuté dans le domaine des logiciels documentaires, à la suite de l'informatisation des Mémofiches, livrées au départ sous format papier à partir de 1985. Son activité s’est spécialisée depuis 1986 dans la fourniture aux établissements scolaires du second degré de systèmes d'information et de services documentaires.